# Lista de meios de comunicação de Porto Velho
Esta é relação dos meios de comunicação de Porto Velho, Rondônia.

## Televisão
- 4.1 (14 UHF) - Rede Amazônica Porto Velho (Rede Globo)
- 5.1 (48 UHF) - Rema TV (Boas Novas)
  - 5.2 (Boas Novas)
- 6.1 (28 UHF) - Rede Mundial
- 7.1 (50 UHF) - TV Senado
  - 7.2 TV ALE
  - 7.3 TV Câmara Porto Velho
  - 7.4 TV Câmara
- 8.1 (41 UHF) TV8 Porto Velho (TV8)
- 10.1 (33 UHF) - TV Novo Tempo
- 11.1 (30 UHF) - SIC TV (RecordTV)
- 13.1 (36 UHF) - TV Allamanda (SBT)
- 15.1 (31 UHF) - TV Meridional (Rede Bandeirantes)
- 17.1 (16 UHF) - RedeTV! Rondônia (RedeTV!)
- 19.1 (20 UHF) - Rede Vida
  - 19.2 - Rede Vida Educação
  - 19.3 - Rede Vida Educação
- 22.1 (23 UHF) - Amazon Sat
- 25.1 (26 UHF) - TV Cultura Rondônia (TV Cultura)
- 29 UHF - TV do Povo (Rede Meio Norte)
- 31.1 (34 UHF) - Record News Rondônia (Record News)
- 33.1 (32 UHF) - TV Aparecida
- 38.1 (39 UHF) - Rede Brasil
- 46 UHF - RIT
- 54.1 (21 UHF) - Rede Gênesis

## Rádio

### Rádio FM
- 91.5 MHz - Rádio Boas Novas Porto Velho (Rádio Trans Mundial)
- 93.3 MHz - Rádio Rondônia
- 94.1 MHz - Band FM Porto Velho (Band FM)
- 95.1 MHz - Massa FM Porto Velho (Porto Velho)
- 96.9 MHz - Mineira FM (Rádio Deus é Amor)
- 98.1 MHz - Parecis FM
- 101.9 MHz - Transamérica Porto Velho (Rede Transamérica)
- 103.1 MHz - Rádio Caiari (Rádio Aparecida/Rede Católica de Rádio)
- 103.7 MHz - Rádio Senado
- 104.5 MHz - Vitória Régia FM (Rede Aleluia)
- 105.9 MHz - Rádios comunitárias
- 107.9 MHz - Radio Ativa FM

## Jornais
- Folha de Rondônia
- Diário da Amazônia
- Alto Madeira